# Nyctiophylacodes curtula
Nyctiophylacodes curtula là một loài Trichoptera hóa thạch trong họ Polycentropodidae.